# 砂磨機

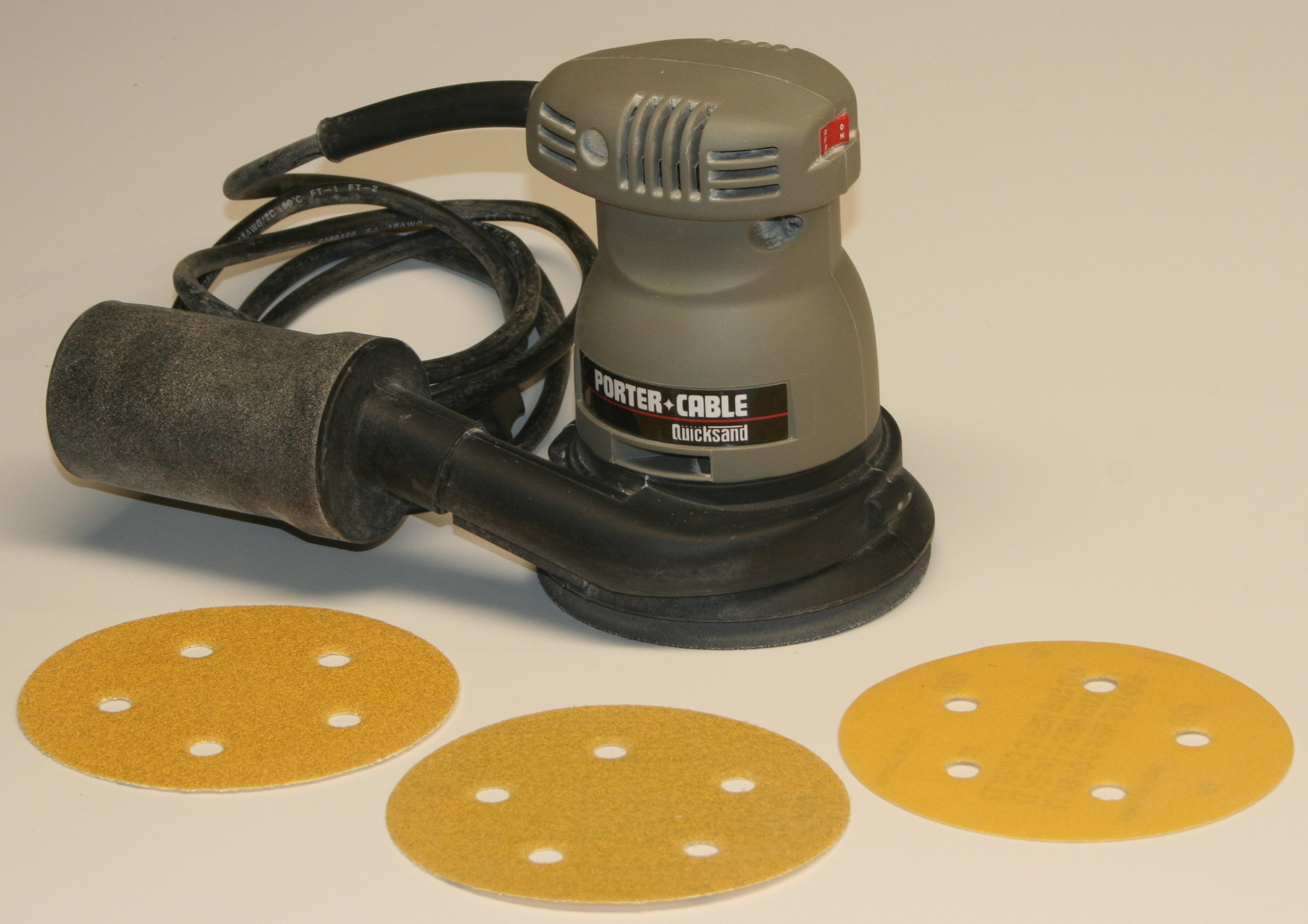
砂磨機

砂磨機，也称砂纸打磨机，音譯散打、散打機，是一種用砂紙將物体表面研磨至平滑的電動工具，砂磨機可以黏接砂紙，並使砂紙快速轉動。砂磨機通常是電動的或氣動的。